# Aede (mitologia)
Aede (Ἀοιδή, in latino Aoede) era, nella Grecia più antica (specificamente in Beozia), una delle ancestrali muse, in origine solo tre.
Figlia di Zeus e Mnemosine, era sorella di Melete e di Mneme.
Figurava come una delle muse primitive nelle antiche nomenclature degli Aloidi e di Arato. Pausania, collocando la musa degli Aloidi accanto a Melete ed a Moeme, ne fa una musa della musica e dell'armonia (Pausania, IX, 29), e Cicerone mette quella di Arato con Arche, Telsinoe e Melete.